# Pup Motor Car
Die Pup Motor Car Company war ein US-amerikanischer Automobilhersteller, der 1948 und 1949 in Spencer (Wisconsin) ansässig war.
Der 1948 vorgestellte Pup war ein ganz einfacher, offener Runabout mit zwei Sitzplätzen, ohne Türen und ohne Dach. Das Fahrgestell bestand aus Eichenholz und hatte 1829 mm Radstand. Der 2591 mm lange Aufbau bestand größtenteils aus Sperrholz. Hinten war ein Einzylindermotor von Briggs & Stratton eingebaut, der 7,5 bhp (5,5 kW) leistete.
1949 wurde dieses Fahrzeug durch einen ganz neuen Pup ersetzt. Zwar folgte dieser ähnlichen Konstruktionsprinzipien, aber das Holzrahmenchassis hatte nun einen Radstand von 1727 mm und der glattflächige Aufbau war 2845 mm lang. Im Gegensatz zum Vorgänger gab es dazu ein Stoffdach und Stofftüren. Der Einzylindermotor war einem Zweizylinder-Reihenmotor desselben Herstellers gewichen, der es auf 10 bhp (7,4 kW) brachte.
Der Pup kostete in beiden Produktionsjahren 595,– US$. 1949 konnte man dazu ein Stoffdach für 50,– US$ und die Stofftüren für 25,– US$ erwerben.